# Křetínka
Die Křetínka, auch Svojanka, früher Svitavice, (deutsch Kretinka, Krzetinka, auch Swojanka) ist ein rechter Zufluss der Svitava in Tschechien.

## Geographie
Der Fluss entspringt in der Böhmisch-Mährischen Höhe im Norden der Gemeinde Stašov. Auf seinem Lauf nach Südosten durchfließt er Stašov, Hamry, Svojanov, Předměstí, Dolní Lhota, Hutě, Bohuňov, Horní Poříčí, Prostřední Poříčí, Dolní Poříčí und Křetín.  Danach wird das Flüsschen im Stausee Letovice gestaut. Vorbei an Lazinov und Vranová mündet die Křetínka in Letovice in die Svitava.

## Zuflüsse
Die Křetínka hat 26 rechtsseitige und 21 linksseitige Zuflüsse, von denen die meisten unbedeutend sind. 
- Zlatý potok (r), bei Hamry
- Rohozenský potok (l), Svojanov
- Babský potok (r), Svojanov
- Starosvojanovský potok (l), Předměstí
- Žlebský potok (r), Na Rožince
- Kavinský potok (r), Dolní Lhota
- Studenecký potok (l), Dolní Lhota
- Jezdina (r), bei Hutě
- Lhotský potok (r), Hutě
- Roudník (r) bei Svobodníky
- Korejtka (l), Bohuňov
- Bohuňovka (r), im Stausee Letovice